# Arnold Drakenborch

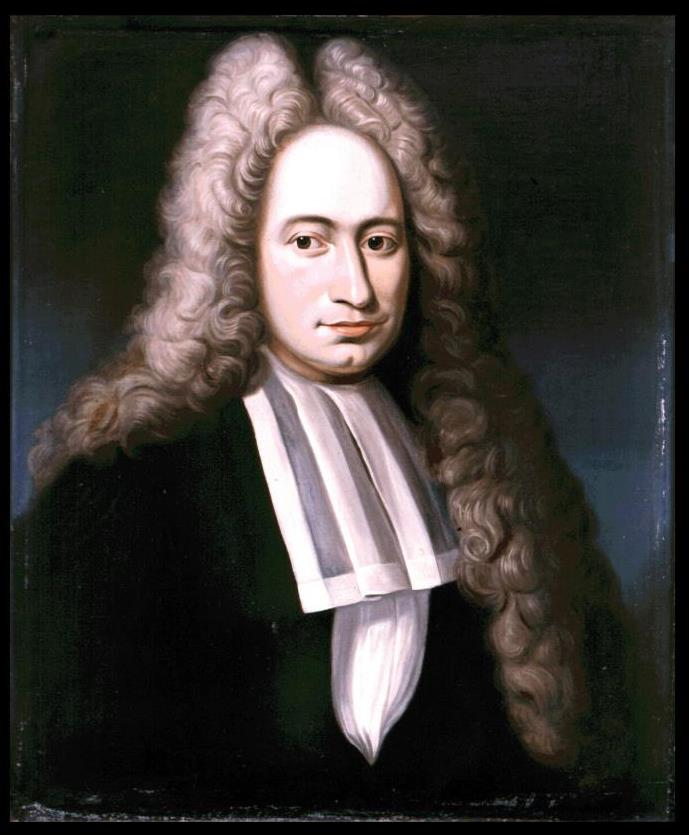
Arnold Drakenborch

Arnold Drakenborch (Utrecht, 21 december 1683 – Utrecht 16 januari 1748), was een Nederlandse taalkundige, historicus en bibliothecaris.

## Leven
Arnold Drakenborch werd op 21 december 1683 geboren in Utrecht als zoon van Everhard Drakenborch, advocaat van het Hof van Utrecht en secretaris van het Domkapittel, en Susanna de Bane. Hij studeerde in Lingen, Utrecht en Leiden, waar hij in 1707 promoveerde met De officio praefectorum praetorio. Hij oefende geen rechtspraktijk uit maar hield zich bezig met filologisch, historisch en genealogisch onderzoek. In 1716 werd hij benoemd tot hoogleraar welsprekendheid en geschiedenis aan de universiteit van Utrecht, als opvolger van zijn vriend Petrus Burmannus Senior. In de jaren 1722-1723 en 1735-1736 was hij tevens rector magnificus.         
Zijn roem heeft hij voornamelijk te danken aan zijn uitgave van Livius (1738-1746, en latere edities). Het voorwoord geeft een overzicht van alle letterkundigen die in verschillende perioden commentaar gaven op de werken van Livius. De editie zelf is gebaseerd op dat van Johann Friedrich Gronovius, maar Drakenborch maakte vele belangrijke wijzigingen naar aanleiding van manuscripten waarvan het waarschijnlijk is dat Gronovius ze nog nooit gezien had.
In 1740 werd hij benoemd tot bibliothecaris. Daarvoor werd het bibliothecariaat waargenomen door  een commissie uit de vroedschap. Hij bleef in functie tot zijn dood in 1748. Bibliothecaris werd toen nog gezien als bijbaan. Drakenborch werd opgevolgd door Petrus Wesseling, eveneens hoogleraar.
Drakenborch wordt door zijn tijdgenoten genoemd als een godsdienstig mens, zedig, deftig, nederig, openhartig en oprecht. 
Hij was gehuwd met Catharina van de Wal.

### Publicaties (selectie)
- Dissertatio de praefectis urbis Utrecht 1704; Neudruck Frankfurt 1752 (met een levensbeschrijving van Drakenborch)
- Dissertatio de officio praefectorum praetorio (1707)
- C. Silius Italicus cum notis variorum. Utrecht 1719 (1717)
- Lijkreden over P. Burman den Zoon. Utrecht 1719
- Oratio panegyrica in natalem saecularem academiae Trajectinae. Utrecht 1736
- Breves positiones quibus historia Foederati Belgii illustrantur. Utrecht 1737
- Titi Livii Historiarum libri cum notis integris doctorum virorum. Amsterdam 1738-1746, 7 dl. (een compendium over de Nederlandse geschiedenis.)
- Lijkreden over prof. H.S. van Alphen. Utrecht 1743
- Aanhangsel op de Kerkelijke Oudheden van Nederland. Utrecht 1744
- Redevoering gedaan voor den Doorlugtigste Vorst en Heere W.C.H. Friso, Prins van Oranje en Nassauw enz. toen Zijne Hoogheid tot Stadhouder, Capitein en Admiraal Generaal van de Provintie van Utrecht enz. ingehuldigd wierd, op den 27sten July 1747. Utrecht 1748 (1747)